# タカラヅカ花組図鑑
『タカラヅカ花組図鑑』（タカラヅカはなぐみずかん）は、1999年7月22日から同年8月19日まで関西テレビで木曜・日曜 21時54分 - 21時58分に放送された宝塚歌劇の宣伝番組である（関西ローカル）。出演は渡辺いっけい。制作は関西テレビとNEXUS。

## 番組概要
1999年の夏期限定で当時宝塚大劇場にて上演予定だった花組公演「タンゴ・アルゼンチーノ／ザ・レビュー'99」の宣伝番組として、木曜・日曜の午後9時54分より、当時の花組スター陣ならびに前述の公演の演出家が出演し、個別の質問に答えるシーンの他、舞台稽古のシーンなどを織り交ぜつつ、すでに宝塚歌劇のパブリシティ番組がすでに消えて久しかった阪急グループ下の関西テレビで、久々に歌劇団用の番組が放送されたことで、関西限定ながら話題になった。
なお渡辺いっけいは、タカラジェンヌとのトークは一切せず、机の上でワイングラスを片手にワープロをたたきつつ、浮かんだキーワードをもとに、この日のオンエアに登場するタカラジェンヌを紹介するという、言わば番組における「振り」的役柄での出演となっていた。

## 経緯
実はこの番組放映には制作意図が存在する。前年度の1998年を最後に、当時花組トップスターの座から退いた真矢みきと娘役トップの千ほさちの後を継いで、トップスターの座に就いた愛華みれと娘役トップの大鳥れいは、1999年の幕開けと共に、演出家で当時歌劇団理事長でもあった植田紳爾の肝煎りにより「夜明けの序曲」をお披露目公演として上演、新生花組は新たな一歩を踏み出したかに見えた。
ところが「夜明けの序曲」は、興行としては見るも無残な失敗に終わり、以後花組公演の集客力は瞬く間に低迷、一転して苦境に立たされることになった。このため、宝塚歌劇団がグループ下の関西テレビに番組の制作を打診し、花組の求心力を取り戻すべく企画されたもので、公演期間直前にメディアミックス戦略が取られるという異例の番組となった。

## 出演者
1. 小池修一郎（「タンゴ・アルゼンチーノ」演出家）
2. 愛華みれ
3. 岡田敬二（「ザ・レビュー'99」演出家）
4. 大鳥れい
5. 有村淳（「タンゴ・アルゼンチーノ」衣装）
6. 春野寿美礼
7. 瀬奈じゅん
8. 水夏希
9. 匠ひびき
10. 伊織直加